# SS France (1961)
El SS France fue un transatlántico de la naviera francesa Compagnie Générale Transatlantique (CGT, también conocida como French Line[cita requerida]) construido por el astillero francés Chantiers de l'Atlantique, en Saint-Nazaire, y puesto en servicio en febrero de 1962. 
En 1972, tras el incendio del RMS Queen Elizabeth, se convirtió en el barco de pasajeros más grande jamás construido. Este récord de tonelaje fue sobrepasado por el MS Sovereign of the Seas en 1990. Sus 316 metros de eslora no fueron superados hasta la construcción del RMS Queen Mary 2 en 2004, de 345 metros.
En 1979 el France fue adquirido por la Norwegian Cruise Line (NCL), siendo rebautizado como SS Norway y sometido a modificaciones importantes para que pudiera cumplir mejor su nuevo cometido en dicha empresa, como barco de cruceros. Fue vendido para su desguace en 2006, el cual se completó hacia finales de 2008.

## Historia

### Concepto de diseño y construcción
El France fue construido con la intención de reemplazar otros buques más antiguos de la flota de la CGT, como el SS Île de France y el SS Liberté (buque alemán de 1930, bautizado originalmente Europa, que al concluir la Segunda Guerra Mundial fue entregado a Francia como indemnización de guerra) el cual, para la década de 1950 ya era considerado obsoleto. 
Sin embargo, sin estos barcos, la CGT no tenía posibilidades de competir con sus rivales europeos, siendo el más importante la naviera británica Cunard Line, la cual a su vez tenía planes de construir un nuevo buque de más de 68 000 toneladas (este barco sería el futuro RMS Queen Elizabeth 2).
Paralelamente, en 1952, la United States Lines puso en servicio el SS United States, que rompió todos los récords de velocidad en su viaje inaugural alcanzando los 35,59 nudos (65,9 km/h).
En un primero momento, se consideró la idea de construir dos buques de 35 000 toneladas para reemplazar al Île de France y al Liberté. Pero Charles de Gaulle (quien luego sería presidente de Francia) opinó que sería mejor para el orgullo nacional (algo herido tras la guerra de la independencia de Argelia), construir un gran buque, más notorio que dos pequeños, y también para reemplazar la pérdida y recobrar el orgullo perdido tras el incendio que destruyó al SS Normandie en 1942. Esta idea causó controversias, con algunos a favor y otros en contra de ella, y su construcción sería financiada por suscripción popular, propuesta hecha para superar los desagradables pleitos por este tema surgidos en el parlamento francés. La polémica concluyó tres años y medio después, cuando el presidente de la CGT, Jean Marie, firmó la orden, el 25 de julio de 1956. En ella se establecía la forma, coste y programa de construcción del futuro barco.
Más allá del ámbito del lujo, la CGT debía enfrentarse al hecho de que el negocio de transporte marítimo de pasajeros estaba en declive debido al creciente negocio de transporte aéreo, ya que muchos preferían hacer un viaje de algunas horas en avión y no estar días a bordo de un barco. Esto sumado a que los costes para operar los navíos estaban creciendo, particularmente aumentados por el creciente costo del petróleo crudo, y en consecuencia del combustible necesario para hacer funcionar las naves. Por estas razones, el barco debía ser más grande que el Île de France, pero menos costoso de operar que el Normandie. Debía ser también un crucero de solamente dos clases, para que pudiese, eventualmente, ser convertido de un buque de dos clases: Primera Clase y Clase Turista, en un buque de clase única, tal como ocurrió en el caso del SS Rotterdam, un buque que se construyó antes que el France, asegurando así más versatilidad en sus futuros usos.
A pesar de estos requerimientos, aún podía ser el buque más grande jamás construido, como también el más rápido, evidenciando no solo un avanzado sistema de propulsión sino también un diseño de casco que fuera eficiente frente a los rigores de la navegación por el Atlántico Norte a altas velocidades. 
El casco G19 fue construido por el astillero francés de Chantiers de l'Atlantique, ubicado en Saint-Nazaire, y su quilla fue puesta el 7 de septiembre de 1957. 
Se construyó de una manera no convencional: en lugar de construir un esqueleto que se cubriría con placas de acero para hacer la forma del casco, partes grandes del mismo fueron prefabricadas en otras ciudades, (Orleans, El Havre y Lyon). 
Se construyó con un único doble fondo, que le permitía transportar 8000 toneladas de diésel, suficiente para un viaje a Nueva York de ida y vuelta.
El casco fue completamente soldado, lo que permitió ahorrar peso, y se le colocaron dos juegos de estabilizadores.

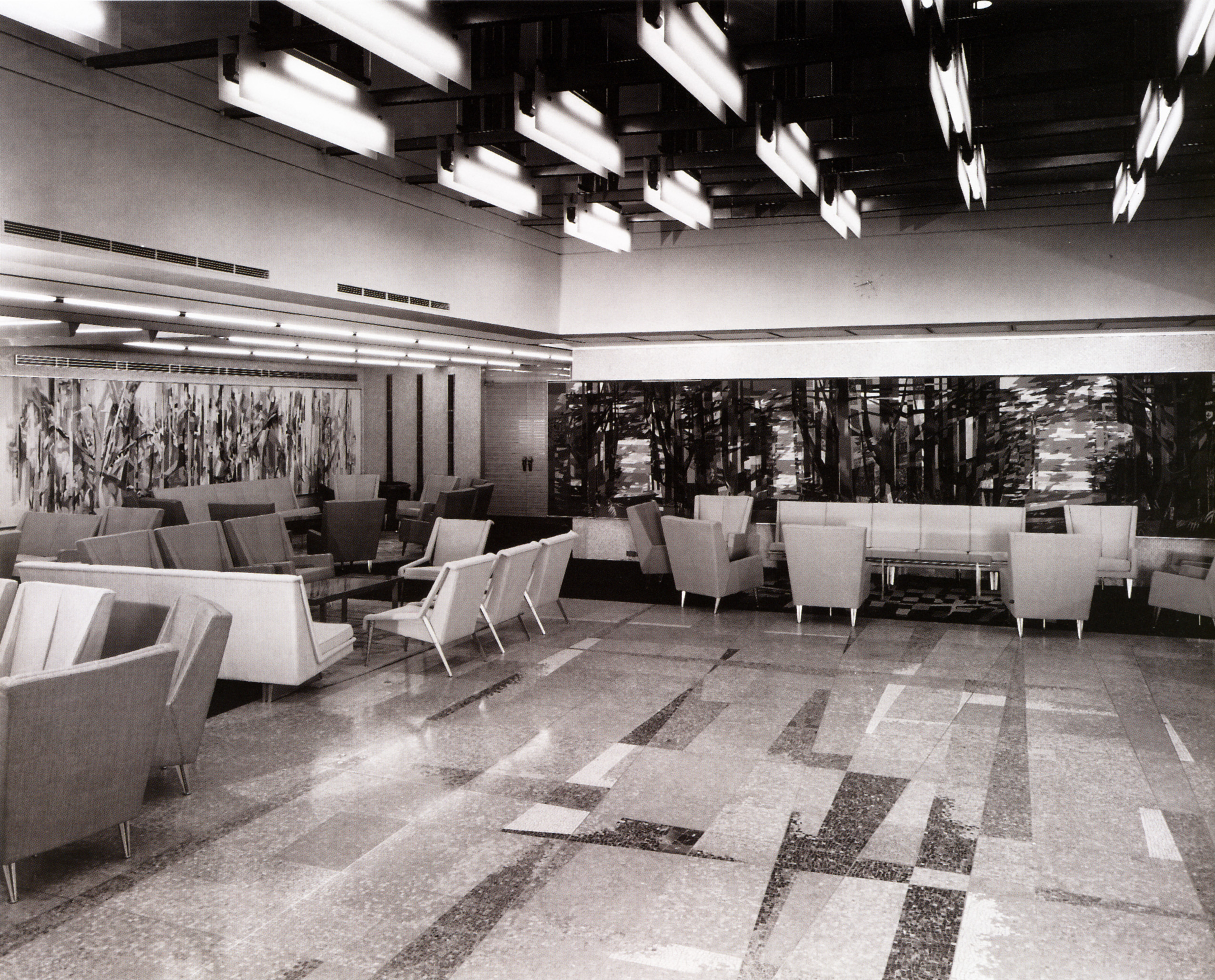
Gran salón de primera clase del France

Fue bendecido por el Obispo de Nantes, Monseigneur Villepelet, y botado el 11 de mayo de 1960, a las 4:15 p. m., tras ser bautizado por Madame Yvonne de Gaulle, esposa del presidente de la República, bautizándolo tanto en honor de la nación como de los dos buques que anteriormente tuvo la CGT que fueron bautizados con ese mismo nombre. Ya a las 4:22 el France estaba a flote y controlado por remolcadores. El presidente De Gaulle había asistido al acto de la botadura, y dio un discurso de tono patriótico en el que afirmaba que a Francia se le había dado un nuevo Normandie, que estaría en condiciones para competir con los Queens de Cunard, y que la Banda Azul estaría dentro de los logros que se alcanzarían.
Esto último no era enteramente cierto: los 35 nudos alcanzados por el United States era una marca imposible de superar.
Tras la botadura, las hélices fueron instaladas (todo este proceso se demoró más de tres semanas), sus chimeneas únicas fijadas en su cubierta superior, la superestructura completada, sus botes salvavidas puestos en sus respectivos lugares, y sus interiores acabados. El France comenzó así sus pruebas en el mar el 19 de noviembre de 1961, y promedió unos inesperados 35,21 nudos de velocidad. Con la CGT conforme, el buque fue entregado e hizo un crucero de prueba a las islas Canarias con tripulación y pasaje completo. En este viaje se encontró en el mar con el Liberté, que iba camino al lugar donde sería desguazado.

### Servicio para la CGT

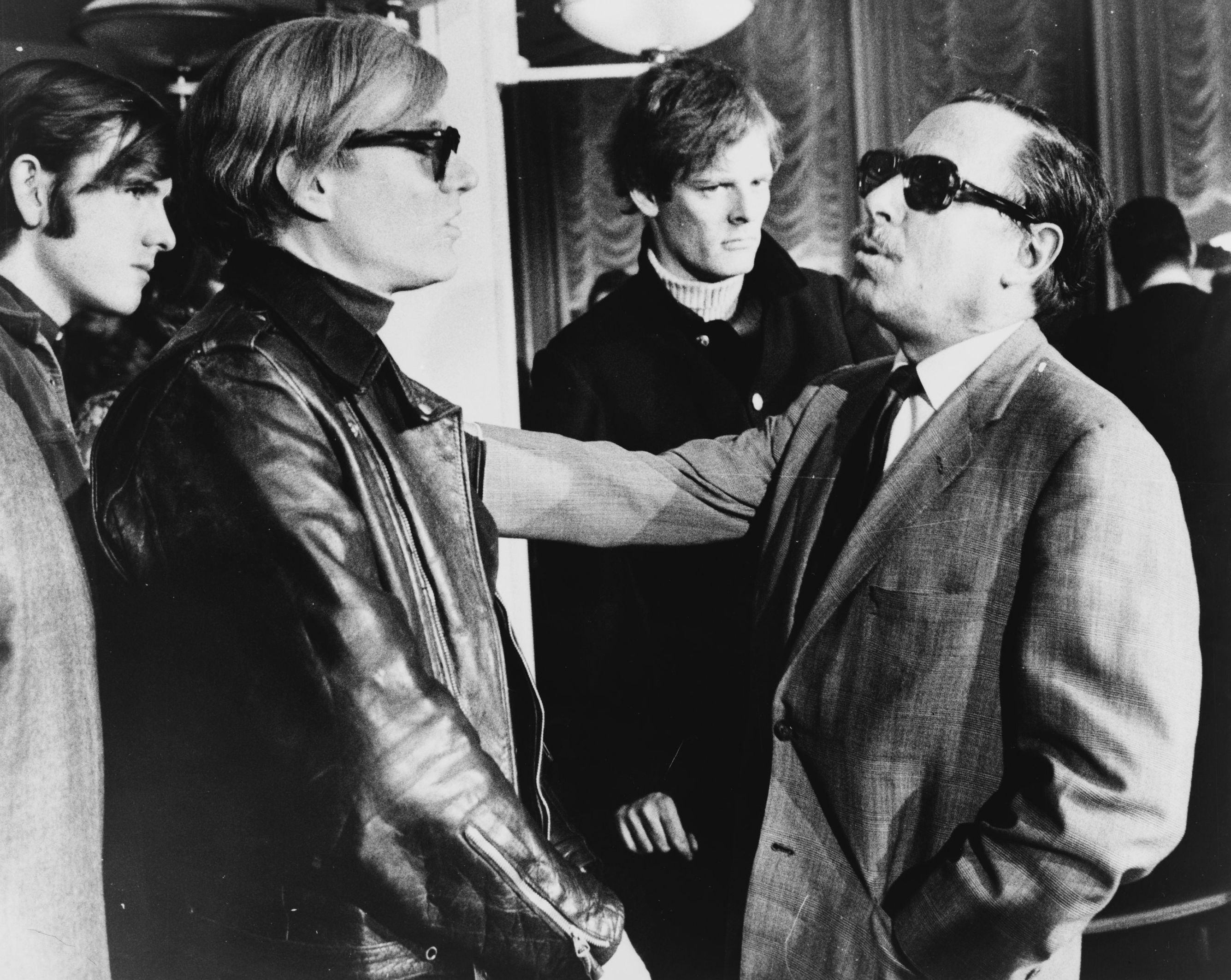
Andy Warhol (izq) y Tennessee Williams (der) conversando a bordo del France en 1967. Parado detrás, se ve a Paul Morrissey

El viaje inaugural del France a Nueva York se realizó el 3 de febrero de 1962, con muchas estrellas de cine y personajes de la aristocracia francesa a bordo.
El 14 de diciembre de ese año, el France llevó el famoso cuadro de Leonardo da Vinci, la Mona Lisa, de Le Havre a Nueva York, desde donde la famosa pintura se llevaría de gira por todo Estados Unidos.
Desde el 13 al 26 de julio de 1967, el France, amarrado en Île Notre-Dame, Montreal, sirvió como un pabellón secundario francés en la Exposición Universal Expo 67 celebrada en dicha localidad.
Navegó el Atlántico Norte entre El Havre y Nueva York durante 13 años. No obstante, hacia los comienzos de los años 1970, los viajes por avión eran por mucho más rápidos y económicos que los viajes en barco, y los costos del combustible subían sin cesar. El France había disfrutado de los subsidios del gobierno francés, pero dadas estas circunstancias debió recurrir a ellos más a menudo a medida que pasaba el tiempo. Aprovechando la versatilidad del buque en un 100%, la CGT comenzó a enviar el buque a más cruceros durante el invierno, fuera de temporada para la travesía del Atlántico. 
Un fallo en su diseño se puso de manifiesto cuando el barco alcanzó aguas cálidas: sus dos piscinas, tanto la de primera clase como la de clase turista, no estaban al aire libre. La de primera clase estaba muy dentro del barco, y la de clase turista en una cubierta superior, pero cubierta con un domo de vidrios fijos imposibles de abrir. Tampoco tenía mucho espacio al aire libre en sus cubiertas. Tenía, eso sí, mucho espacio protegido del viento y de la intemperie por vidrios gruesos. Esto era muy útil en lugares como el Atlántico Norte, pero resultaba bastante frustrante cuando estos vidrios bloqueaban el aire fresco (el Queen Elizabeth 2 también sufrió esta falla de diseño).
No obstante, los cruceros en el France eran bastante populares, y su primer crucero alrededor del mundo se realizó en 1972, siendo un buque demasiado grande para pasar por el Canal de Panamá y por el Canal de Suez, se vio forzado a navegar por el Cabo de Hornos y alrededor del Cabo de Buena Esperanza.
Ese mismo año, en Hong Kong, el transatlántico Seawise University (antiguo RMS Queen Elizabeth) fue destruido por un desavastador incendio, y por eso, el France se convirtió en el barco de pasajeros en servicio más grande del mundo.

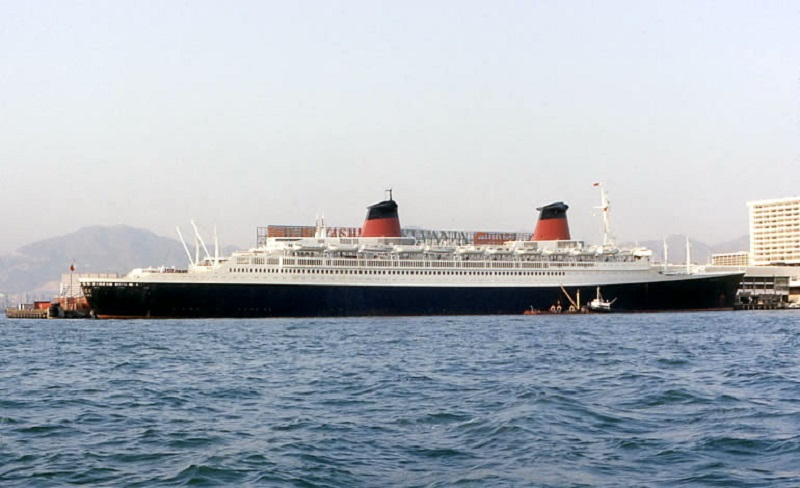
El France fotografiado en el puerto de Hong Kong, en 1974

Conforme avanzaba la década, el mercado de los cruceros se expandió, usando barcos más pequeños que podían pasar por los canales de Suez y Panamá. Para empeorar las cosas, en 1973 golpeó la crisis del petróleo y llevó el precio de 3 a 12 dólares por barril. Cuando el gobierno francés, al final de los "Trente Glorieuses" (los 30 años de crecimiento, de 1945 a 1975), cayó en la cuenta de que mantener al France funcionando le costaría diez millones de dólares más por año, optó por subsidiar los diez aviones Concorde que estaban en desarrollo. Sin los dineros provenientes del gobierno, la CGT no pudo operar, y se anunció por la prensa que el France finalmente sería retirado y dejaría de operar el 25 de octubre de 1974.
Entonces la tripulación decidió tomar el asunto en sus propias manos: el 6 de septiembre, fecha del vigésimo cruce hacia el este del barco, se vio demorado varias horas mientras la tripulación decidía dónde realizar una protesta, si en Nueva York o en El Havre. Se decidió hacerlo en Le Havre, donde algunos dirigentes gremiales de la CGT anclaron el barco impidiendo el libre tráfico naval de entrada y salida del puerto.
Los 1200 pasajeros a bordo debieron desembarcar mediante ferries, mientras aproximadamente 800 tripulantes quedaban a bordo.
Los activistas reclamaban que el barco no se retirara y continuara operando, juntamente con un aumento del 35% de sus salarios. El reclamo fracasó, y la noche del día del reclamo probó ser la última al servicio de la CGT. Llevó un mes concluir el conflicto, y hacia el 7 de diciembre de 1974 el barco finalmente fue amarrado en un muelle aislado de El Havre, conocido como "quai de l'oubli", ("el muelle de los olvidados").
Para entonces, el France había completado 377 travesías por el océano y 93 cruceros, de los cuales dos fueron alrededor del mundo, llevando un total de 588 024 pasajeros que cruzaron en él el Atlántico y 113 862 pasajeros en cruceros, navegando un total de 1 860 000 millas náuticas.

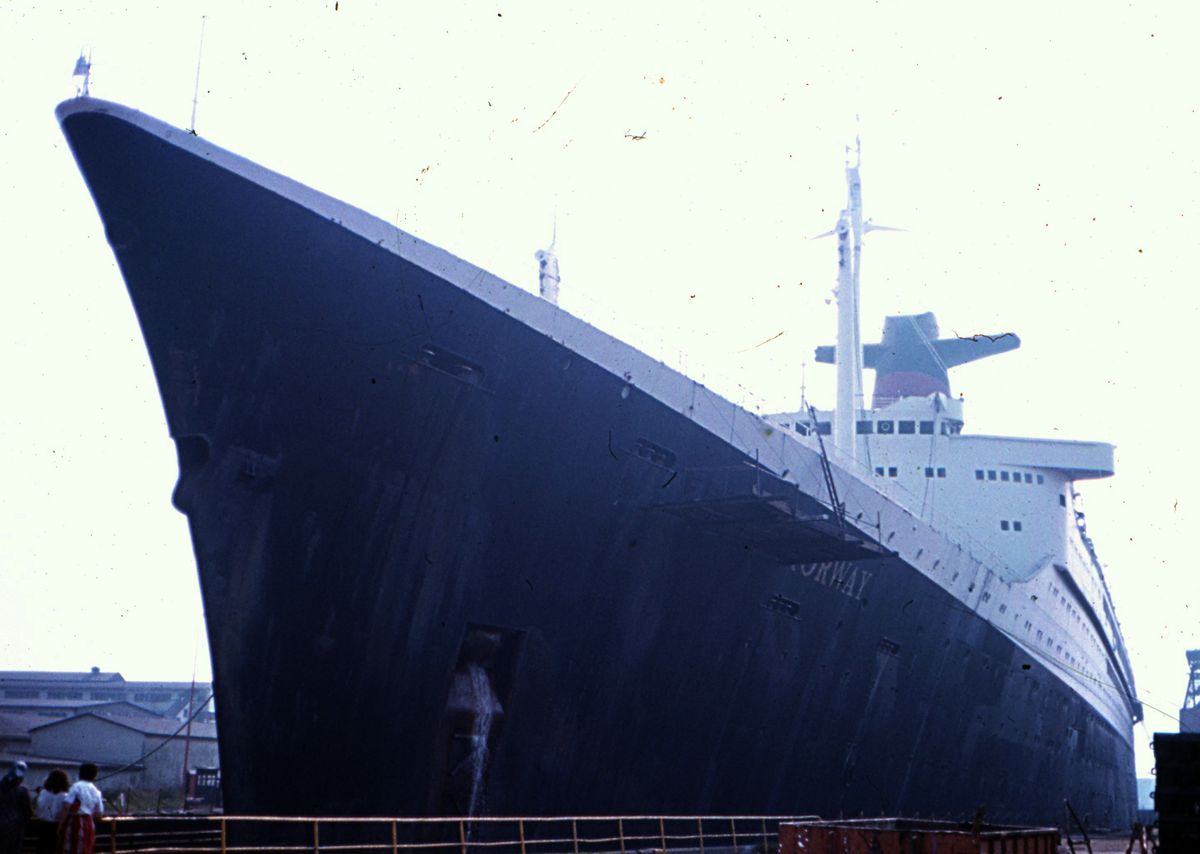
El France durante los trabajos de conversión a SS Norway en Bremerhaven, 1979

La retirada del barco fue un momento de infelicidad para buena parte de los franceses, sentimiento que resultó bien plasmado por el músico Michel Sardou en una canción que compuso, titulada "Le France".
El buque estuvo anclado por aproximadamente cuatro años, con su interior y amueblado completamente intactos. No existían planes para desguazarlo ni para venderlo.
Pero en 1977 un millonario de Arabia Saudí llamado Akram Ojjeh mostró interés en comprar el barco para usarlo como museo flotante de antiguas muestras de mobiliario y obras del arte francés, como también su uso como casino y hotel flotante en el sudeste de Estados Unidos. A pesar de que ofreció 24 millones de dólares por el barco, el negocio nunca se llevó a cabo. Se oyeron propuestas de Rusia para convertirlo en un hotel flotante en el Mar Negro y de China para convertirlo en un centro de promoción y comercio industrial flotante.
Pero finalmente se vendió en 1979 al propietario de la naviera Norwegian Cruise Line, por solamente 18 millones de dólares, para convertirlo en el barco de cruceros más grande del mundo. Justo antes de que el navío fuera renombrado como SS Norway un último matrimonio se llevó a cabo a bordo, en la capilla del barco, que estaba amarrado en el muelle de El Havre.
Hacia agosto de ese año, el barco, ya llamado Norway, fue trasladado a los astilleros "Lloyd", en Bremerhaven (Alemania), donde se le hicieron trabajos de renovación que costaron alrededor de 80 millones de dólares.

### Servicio con la Norwegian Cruise Line
El Norway fue registrado en Oslo, se le otorgó el "call sign" LITA y fue rebautizado el 14 de abril de 1980, siendo el primer gran transatlántico puesto a funcionar exclusivamente como barco de cruceros. 

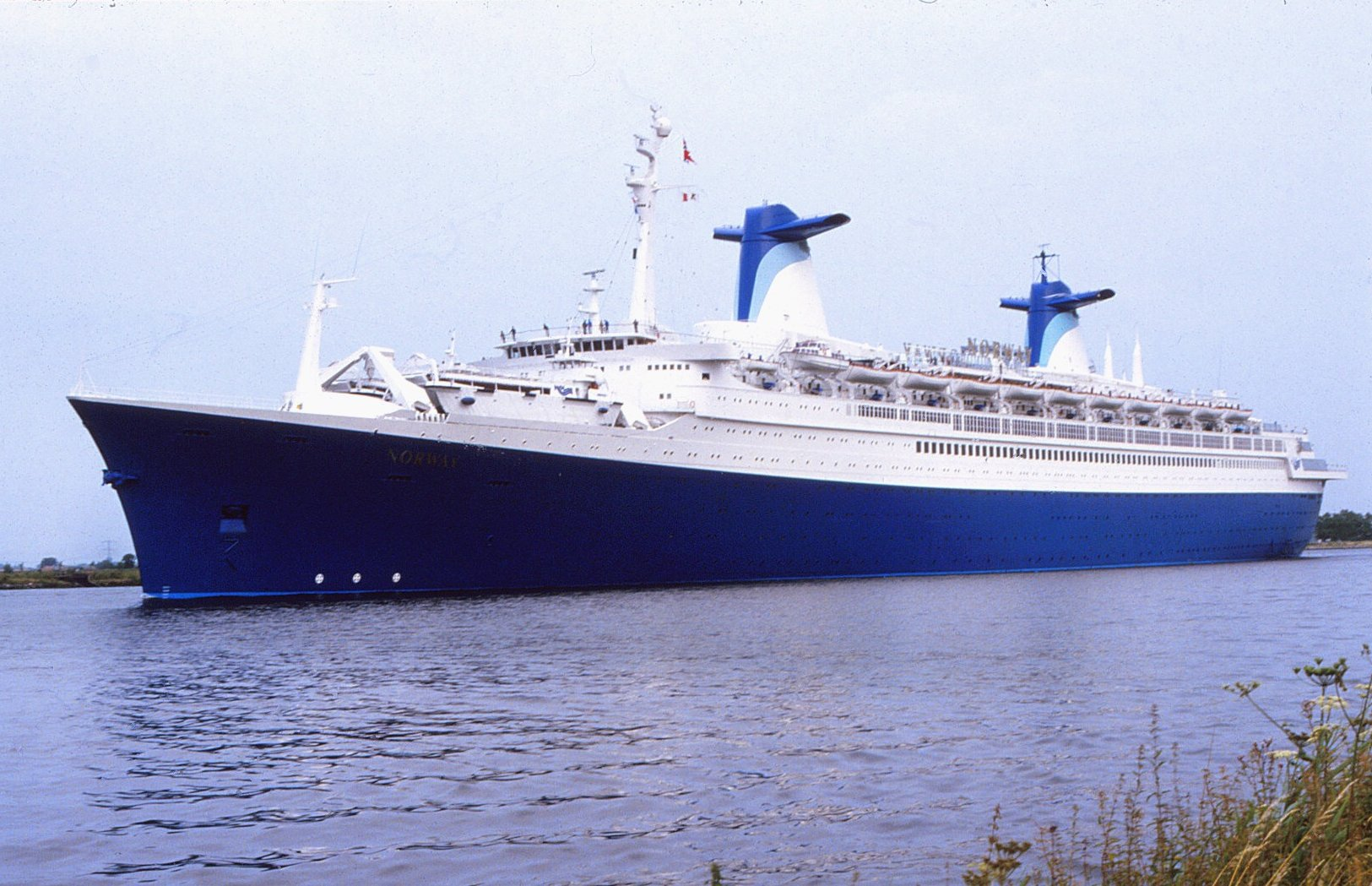
El Norway anclado en Veisen (Holanda), 1983

En su primer viaje a Oslo, el asistente decano de la tripulación, Wesley Samuels de Jamaica, en presencia del rey Olaf V, izó la bandera de las Naciones Unidas, único barco que la portaba para entonces, en señal de la integración mundial debido a la multiplicidad de nacionalidades de los tripulantes, como por ejemplo lavanderos chinos, mecánicos filipinos, etc.
Inició su primer viaje para sus nuevos propietarios como hacia Miami ese mismo año, en medio de especulaciones acerca de su futuro en el negocio de los cruceros.
Este buque fue construido como un transatlántico oceánico, para viajes veloces, largos, con un diagrama de interiores y sus tamaños compactos para viajes, no para cruceros lánguidos y tranquilos. Pero el Norway demostró, no obstante, ser un buque popular y aceptado, y probó que su puesta en servicio bajo estas nuevas condiciones era factible. Su tamaño, capacidad de pasajeros y entretenimientos de a bordo revolucionó la industria de los cruceros y desató en sus competidores la tendencia a ordenar a los astilleros buques más grandes y mejores.
En conocimiento de esto, el Norway fue actualizado varias veces con la intención de mantener su posición de "gran dama" del Caribe. Entre septiembre y octubre de 1990 se agregaron dos cubiertas sobre su superestructura, agregando 135 nuevas suites y cabinas de lujo. Algunos aficionados creían que estos añadidos arruinaban la limpieza de su diseño original, de líneas clásicas, pero estos añadidos resultaron vitales para mantener la rentabilidad del barco durante sus últimos años. El Norway siguió recibiendo este tipo de reformas entre 1993 y 1996 para que el buque pudiera cumplir las normas SOLAS (Convenio Internacional para la Seguridad de la Vida Humana en el Mar).

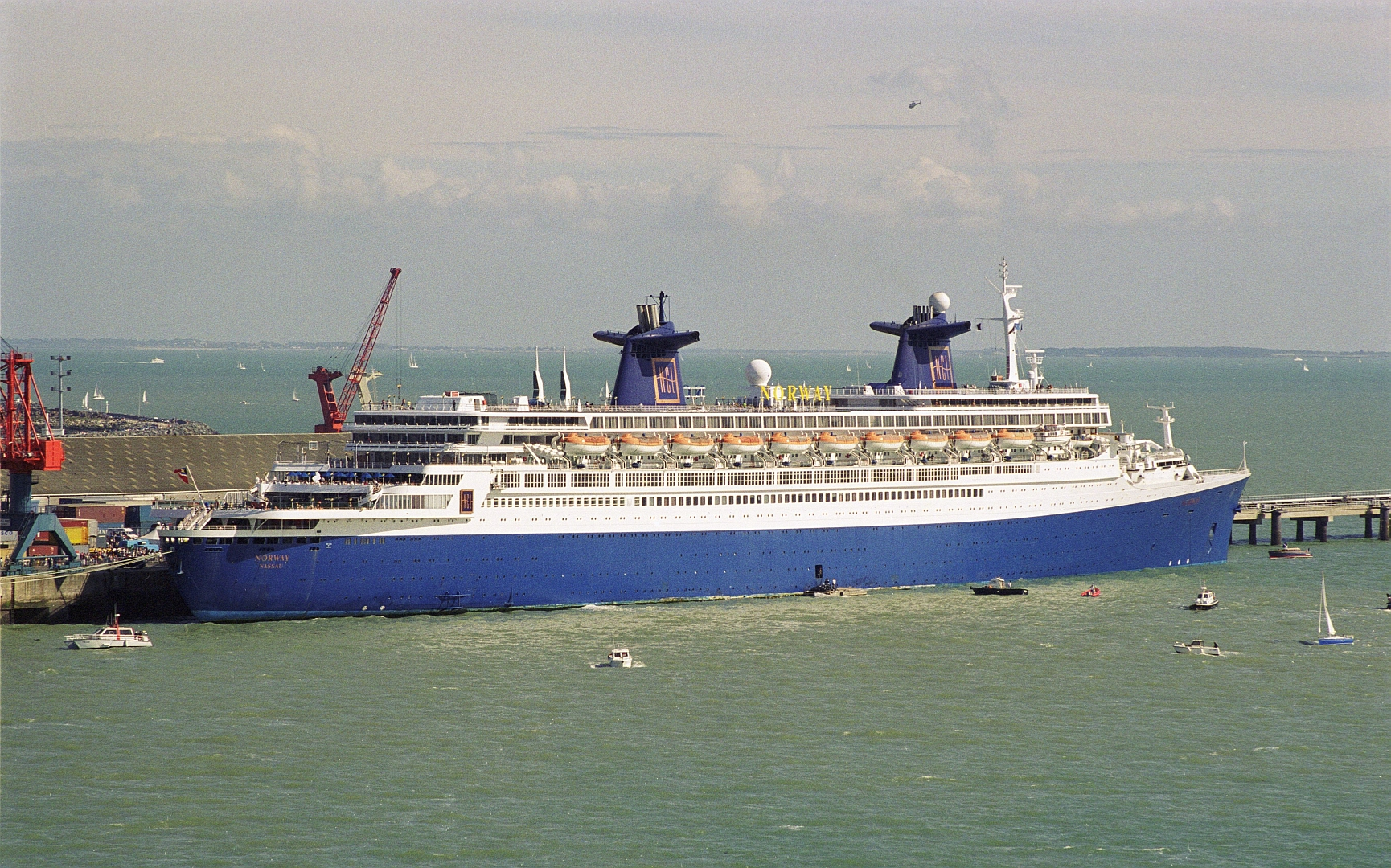
El Norway en el puerto de La Rochelle-Pallice, el 31 de julio de 1998

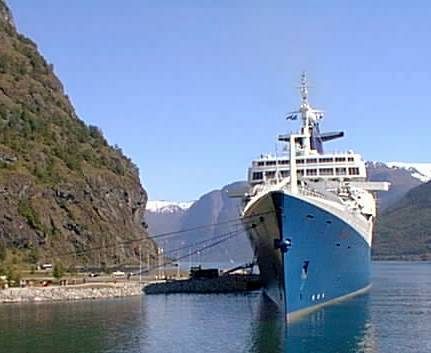
El Norway en Flåm (Noruega), en 1999

La competencia sobrepasó, no obstante, al Norway, y este comenzó a ocupar un segundo plano en la NCL.  Nunca más sería "el barco por excelencia entre todos los barcos": sus dueños comenzarían a recortar presupuesto en su mantenimiento. Comenzó entonces a experimentar problemas mecánicos, incendios, incidentes por vertido ilegal de basura, y violaciones a la seguridad que resultaron en su detención en puerto para su reparación. No obstante los recortes presupuestarios y los problemas, el buque mantuvo su popularidad entre los entusiastas de los cruceros, a tal punto que algunos cuestionaron los procederes en tal sentido de los dueños del barco, en comparación al RMS Queen Elizabeth 2, bien mantenido, y en servicio a todo lujo. Los recortes continuaron, y a pesar de ello el barco continuaba zarpando con ocupación completa. Un turbocargador se incendió entrando a Barcelona en 1999, lo que tuvo al barco fuera de servicio por tres semanas.
Finalmente, se decidió retirarlo del servicio, y el Norway partió de Manhattan por última vez el 9 de septiembre de 2001, hacia Greenock (Escocia) y luego hacia su puerto de origen, El Havre (Francia). Sus pasajeros se enterarían, aún en medio del océano, de los ataques terroristas del 11 de septiembre en Nueva York y Washington dos días después. No obstante, pasado el mal período que siguió a los ataques, sus dueños decidieron volver a poner al barco en un modo que podría definirse como de bajo presupuesto y coste en la zona de Miami, luego de hacerle algunos trabajos de "rejuvenecimiento cosmético" pero que no solucionaron sus problemas mecánicos.
El 25 de mayo de 2003, tras atracar en Miami, a las 5:00 a.m., el Norway fue severamente dañado por la explosión de una de sus calderas a las 6:30 a.m. que mató a 8 miembros de la tripulación e hirió a otros 17, mientras que una nube de vapor sobrecalentado inundó la sala de calderas, y fue hacia los alojamientos de la tripulación a través de las cubiertas rotas. Ningún pasajero fue afectado. El 27 de junio de 2003, NCL/Star se llevó el barco de Miami sin revelar su destino, usando remolcadores. Finalmente se supo que llegó a Bremerhaven el 23 de septiembre de 2003. NCL anunció que la construcción de una nueva caldera no era posible, pero podía repararse la dañada porque había repuestos. En Bremerhaven, el barco se usó como alojamiento para la tripulación que NCL estaba entrenando para un nuevo barco, el Pride of America.

### Retiro

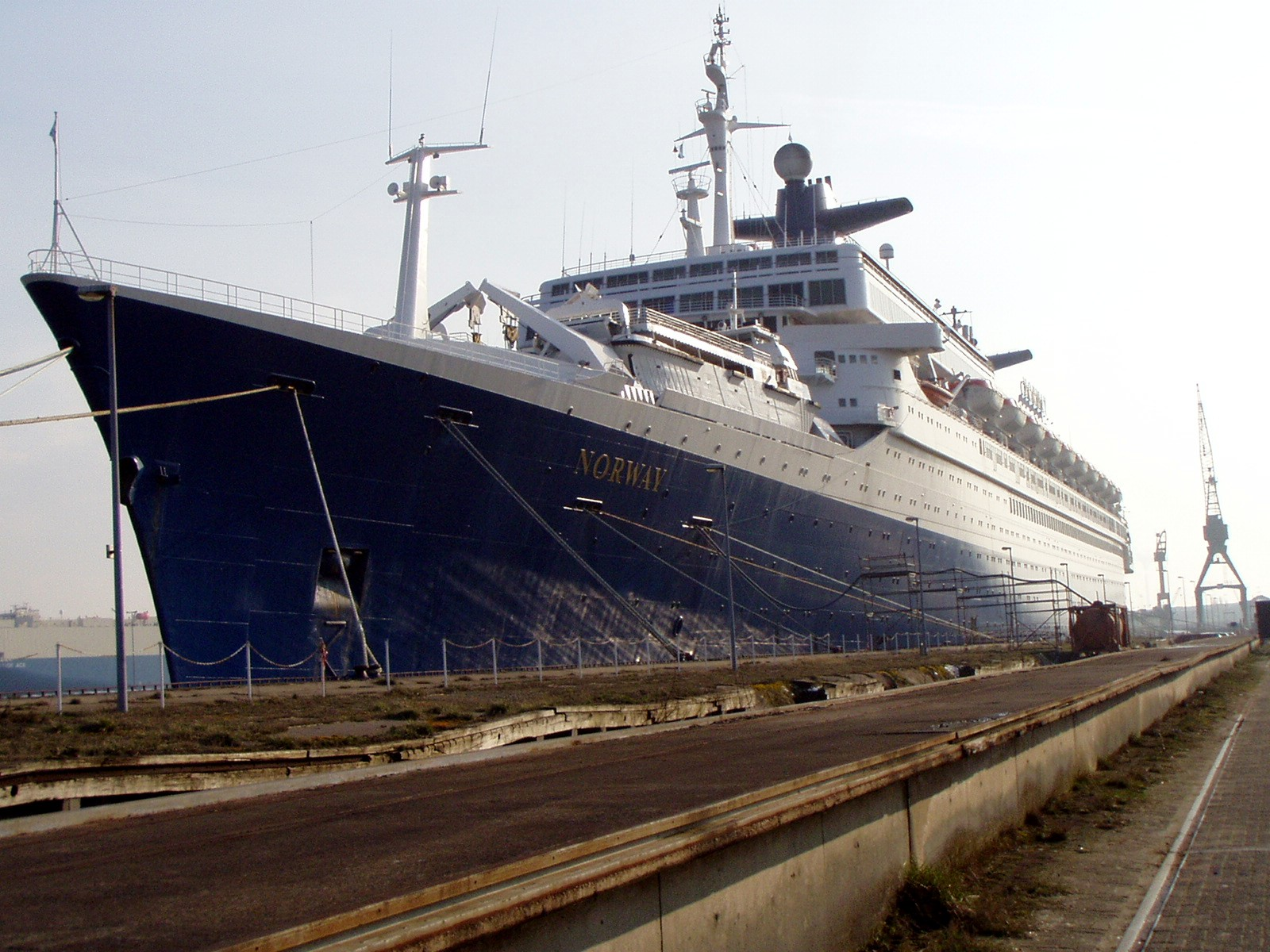
El Norway anclado en Bremerhaven, en febrero de 2004

"El Norway no volverá a navegar nuevamente", se anunció el 23 de marzo de 2004. El anuncio lo hizo el director ejecutivo de NCL, Colin Veitch. El barco había sido transferido a una empresa del grupo de la NCL, "Star Cruises".
Debido a la gran cantidad de amianto a bordo del barco, sobre todo en la zona de la sala de máquinas y en los mamparos, al Norway no se le permitió dejar Bremerhaven debido a la Convención de Basilea. Pero luego de asegurar a las autoridades alemanas que el Norway iría a Asia para reparaciones y posterior uso en Australia, se le permitió abandonar el puerto y partir remolcado. El Norway dejó Bremerhaven el 23 de mayo de 2005, y llegó a Port Klang, en Malasia, el 10 de agosto de ese mismo año. Se reportó que el arte de sus dos comedores, salón de juegos para niños, biblioteca y otros elementos se retiraron y se almacenaron, posiblemente para ser utilizados a bordo de un revitalizado SS United States, o en algún otro barco de la flota de NCL. No obstante, imágenes del Norway en las chatarrerías de Alang (India) probarían que estas afirmaciones no eran ciertas. 
De hecho, el barco fue vendido a un desguazador estadounidense a precio de chatarra en diciembre de 2005. Luego de revenderlo para su desguace, el barco debió remolcarse hasta la India para su demolición final. No obstante, debido a protestas de Greenpeace, y potenciales acciones legales acerca de cuestiones ambientales porque la compañía habría hecho declaraciones falsas para obtener permiso para abandonar el puerto de Bremerhaven, sus dueños cancelaron la venta, reintegraron el precio y dejaron el barco donde estaba.

### SS Blue Lady
El Norway fue vendido en abril de 2006 a Bridgend Shipping Limited of Monrovia, en Liberia, siendo renombrado SS Blue Lady y preparado para convertirlo en chatarra. Un mes después, fue vendido nuevamente, a Haryana Ship Demolition Pvt. Ltd., y fue anclado aguas adentro de la costa malaya, luego que el gobierno de Bangladés se negara a que el Blue Lady ingresara a sus aguas debido al amianto que contenía. Tres semanas después, el barco inició su viaje hacia aguas indias, aunque se anunció que iba hacia los Emiratos Árabes Unidos para reparaciones y el abordaje de una nueva tripulación y suministros.
Pero luego de enterarse del destino del barco, Gopal Krishna, un activista ambientalista y anti-amianto, interpuso un documento ante la Corte Suprema de la India para asegurar que el navío, del que se sabía con certeza que tenía amianto a bordo, cumpliera con la orden del 14 de octubre de 2003 que solicitaba que todos los barcos que contuvieran contaminantes peligrosos y vayan a ser traídos a la India sean primero descontaminados en su país de origen como requisito fundamental para permitirle la entrada a aguas indias. El 17 de mayo de 2006, Kalraj Mishra expresó su preocupación al parlamento indio acerca de posibles peligros que el Blue Lady presentaría, y requirió que el gobierno detuviera la entrada del buque. En tanto, mientras la Corte Suprema de la India levantaba las prohibiciones de ingreso, el Blue Lady se mantuvo anclado a 100 km de la costa india, procedente de Fujairah.
Esto despejó el camino para su desguace final en Alang, en Gujarat, quedando pendiente nada más que una inspección del amianto restante a bordo, a realizarse por expertos del Gujarat Pollution Control Board (GPCB, o Junta de Control de la contaminación de Gujarat).
Luego de que el líder de la GPCB, K.V. Bhanujan, declarara que esa oficina había constituido un comité de expertos para la inspección del barco, el Blue Lady fue amarrado en Pipavav, Kutch District. El 2 de agosto de 2006, luego de una inspección de cinco días, los expertos declararon el buque seguro para meterlo a desguace en Alang. Esto desató reacciones furiosas acerca de la legalidad de esto, incluyendo un comunicado de prensa de la plataforma NGO acerca del desguace de barcos, que criticó el informe técnico, alegando que el comité estaba bajo presiones indebidas (o ilegales) tendentes a permitir el ingreso del barco y que en realidad este no cumplía con las estipulaciones de la Convención de Basilea. Entonces la Corte Suprema India ordenó que el barco fuera descontaminado de sustancias peligrosas tales como PCBs y amianto, y, de ser el caso, de cualquier manera se realizara un inventario y notificación de manera formal al país receptor del barco, en este caso la India.  Ninguna notificación fue hecha ni por Malasia (último país desde el que llegó el barco) ni por Alemania, país donde el barco se convirtió oficialmente en chatarra.
La plataforma del NGO luego lanzó un comunicado en el que anunciaba que estaba preparada para lanzar una campaña mundial contra Star Cruises y su subsidiaria Norwegian Cruise Line acusándoles de negligencia corporativa.

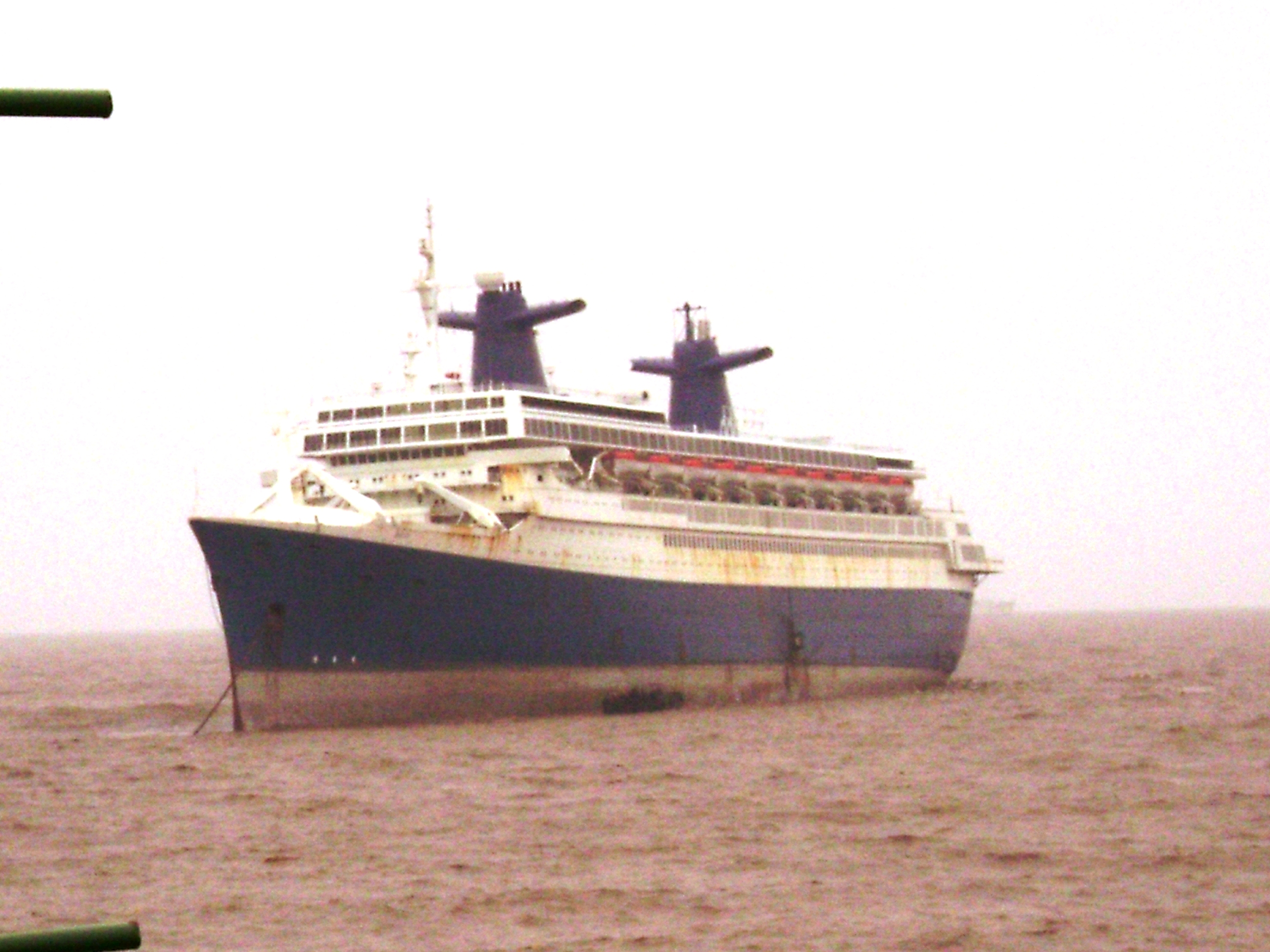
El SS Blue Lady esperando en la costa de Alang para su desguace

Imágenes desde Alang revelaron que el Blue Lady estaba aún parcialmente a flote fuera de la costa; su proa, en la playa durante la baja marea, y el barco completo a flote durante la marea alta.  Las fotografías mostraron que ni NCL ni Star Cruises retiraron del barco piezas de arte ni mobiliario alguno (incluyendo los murales en el salón comedor "Windward" ni en la zona para juegos de los niños, ni el piano Steinway en "Le Bistro"), como había sido anunciado anteriormente.
Fanes del France se preocuparon acerca del futuro de las piezas de arte del buque, debido a que el barco estaba en un lugar muy húmedo y sin debida aclimatación a los ambientes para la preservación de dichas piezas, como tampoco preocupación de los desarmadores del barco.  No obstante, estaba acordado desde septiembre de 2006, que el dueño del barco había estado firmado contratos con algunos compradores, incluyendo un museo francés, para vender las piezas de arte. Otros equipos y objetos del barco serían vendidos por tonelada.
Gopal Krishna nuevamente solicitó una aplicación buscando que se cumpliera con la Convención de Basilea y tres días después la Corte Suprema de la India decidió posponer el proceso de desguace, estipulando que el Comité Técnico, que antes había aprobado el desguace, escribiría un nuevo informe para remitirlo antes de la decisión final de la Corte Suprema de la India. 
A esa decisión se llegó el 11 de septiembre de 2007 (casualmente el 33 aniversario del último día en el Atlántico del buque bajo el nombre SS France), cuando la corte decidió que el Blue Lady era seguro de desguazar, decisión que fue recibida negativamente por los admiradores del buque y por ecologistas.
Para el 4 de diciembre del mismo año se confirmó que la punta de la proa del Blue Lady había sido cortada, en una especie de acto ceremonial para todos los barcos que terminan en Alang justo antes de su desguace. El 20 de enero se confirmó que el desguace del Blue Lady había comenzado. El desguace comenzó en la parte delantera de la cubierta superior. Las suites añadidas en la reforma de 1990 habían desaparecido para marzo.
Ya el 12 de julio de 2008 la proa y la popa habían sido cortadas. Quedaba poco del famoso perfil del buque.  Para septiembre del 2008 mucho de lo que estaba sobre la línea de flotación había sido cortado y eliminado, y la destrucción del barco se completó para finales de 2008.

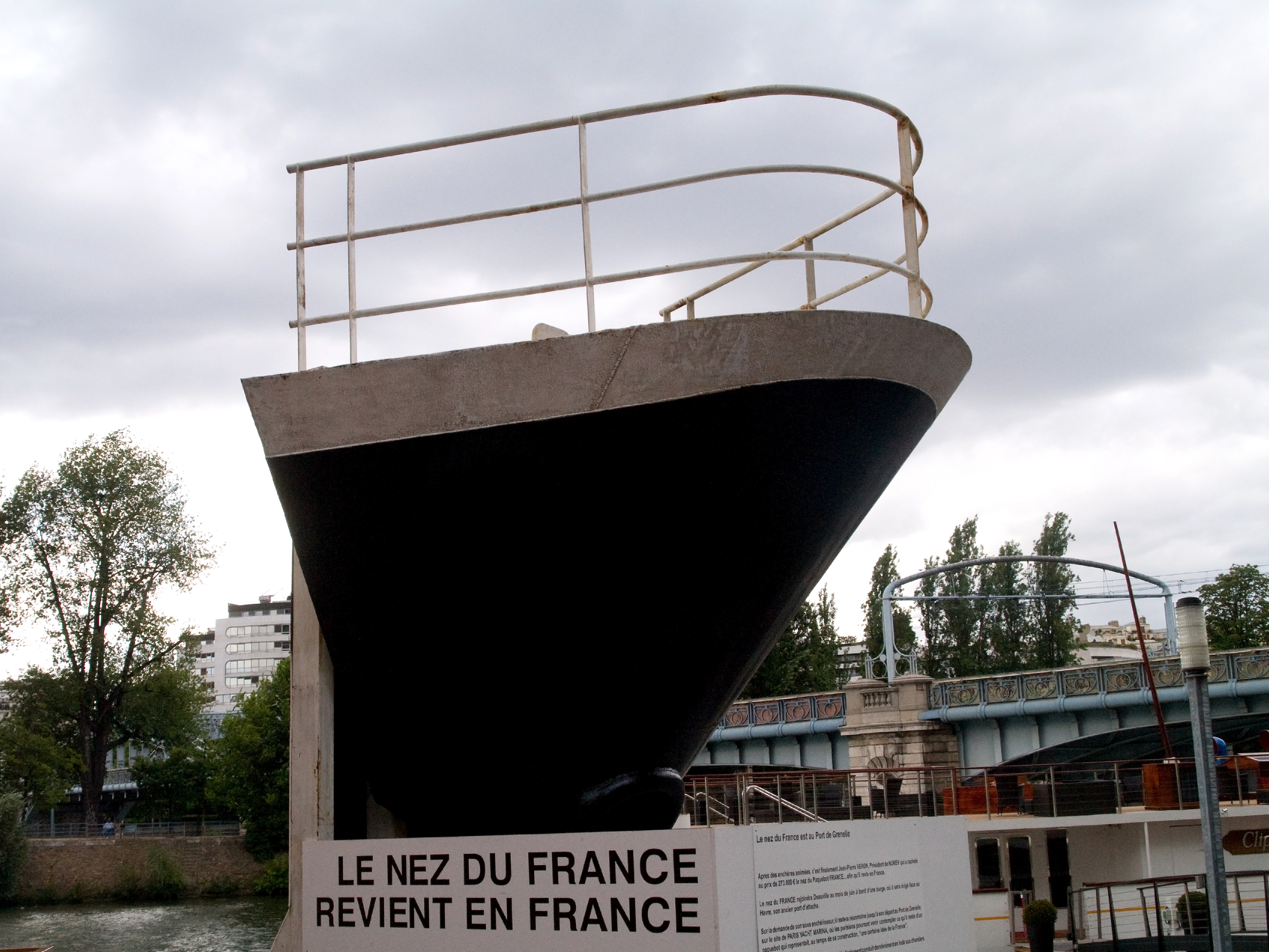
La proa del France, en París, tras ser comprada en una subasta

En el año 2009 la punta de la proa del barco fue devuelta al país de construcción del buque, apareciendo en catálogo como una de las piezas retiradas del navío y destinadas a subasta. La subasta tuvo lugar entre el 8 y el 9 de febrero. Está expuesta al público en "Paris Yacht Marina, Port de Grenelle, Paris 15e".
En enero de 2010 uno de los dos juegos de letras de neón que estaban en la superestructura del France antes de su conversión a SS Norway se restauró y puso en exposición. Las letras, que completan la palabra "France", se exponen en el Musée National de la Marine de París. Se retornarán a El Havre y se presentarán al Museo André Malraux, frente a la bahía.

## Diseño

### Exterior

#### SS France
Cuando el France entró en servicio en 1956, la CGT había pedido un buque que fuese el más grande y el más rápido que se hubiera construido hasta entonces. Pero más allá de la técnica y la ingeniería, el buque debería ser un símbolo nacional, un símbolo en navegación de la nación francesa, un "Buque de Estado" (o "Buque de Bandera") y, además debería estar bellamente diseñado. Sus 316 metros (1 035 ft) de casco habían sido diseñados en un esquema tradicional, pero con una línea agresiva y fina en la proa, que terminara en un bulbo de proa bajo la línea de flotación, evocando líneas de diseño similares del también buque francés SS Normandie.
El casco incluyó un diseño único de doble fondo que permitía almacenar unas 8000 toneladas de fuel, suficientes como para un viaje de ida y vuelta a Nueva York. Los ejes que hacían girar sus cuatro hélices eran los más largos construidos hasta ese momento, y el timón del barco pesaba 74 toneladas.
Las estructuras en cubierta, o superestructura fueron construidas en aluminio, para reducir el peso del barco y aumentar el ahorro de combustible. En el interior de su superestructura se había diseñado una cubierta de paseo que daba al aire libre, a ambos lados de la cubierta de botes.  No obstante, esta cubierta no daba la vuelta completa al barco porque su recorrido se hallaba interrumpido por cabinas detrás de la "pantalla" del puente.
Una de las cosas más distinguibles en el France eran sus chimeneas, diseñadas para ser llamativas a simple vista y a la vez completamente funcionales. Estaban construidas con dos alas a sus lados para que el viento se llevara el humo lejos de la estela de aire del barco y de las cubiertas debajo. Adicionalmente se habían instalado en cada chimenea mecanismos para filtrar los sólidos en el humo para que no fueran expulsados al aire y no cayeran sobre las cubiertas y sobre eventuales pasajeros en ellas, y se retornaran al interior del barco, donde luego eran expulsados al mar.
Aun con su moderno diseño y apariencia, el France, fue pintado en el esquema de colores tradicional de la CGT, en uso desde el siglo XIX, de un casco negro con superestructuras blancas y últimas cubiertas hacia arriba rojas, y las chimeneas en rojo con bandas negras en su parte superior.
El exterior del barco se mantuvo sin cambios durante sus 13 años de servicio.

#### SS Norway
Luego que el barco fuese comprado por Kloster en el año 1979 gran parte de los interiores originales del año 1960 se perdieron, así, por ejemplo, los lugares enteros del barco fueron renovados y redecorados para concordar con el estilo "Caribbean cruising" (el estilo de los buques de la línea "Caribbean"), bajo la dirección del arquitecto marítimo Tage Wandborg y del diseñador de interiores de Nueva York Angelo Donghia.  Los sectores completamente remodeladas incluyeron todas las áreas públicas de la clase turista, y las áreas de paseo interiores, en las que fueron construidos los camarotes llamados "junior suite cabins", hechos de material prefabricado. También fue remodelado el comedor llamado Versailles, ahora rebautizado "Leeward", el acabado de las paredes y los vitrales hechos de vidrio esmerilado al ácido permanecieron, pero se reemplazaron alfombras y muebles, sitios abiertos fueron cerrados con vidrio ahumado y rieles de aluminio, un artefacto de iluminación de aluminio fue colocado sobre ambos niveles, y una escalera en espiral fue instalada para conectarlos.  El antiguo salón "Saint Tropez" fue convertido en el "North Cape Lounge" para cabaret y otros espectáculos; y su decoración se hizo más oscuro y disimulado. Con más detalle, en esa cubierta el viejo "Café Rive Gauche" fue transformado en la versión de a bordo del casino de juego Monte Carlo. Como las áreas de paseo fueron convertidas en camarotes, ya sus ventanales no permitían más la entrada de luz del día al casino, por eso se rellenaron. La piscina de la clase turista y su domo de vidrio fueron retirados luego de construir una piscina al aire libre, en el vacío de dicha piscina se instalaron luces de neón y este fue cubierto con un piso de cristal, integrando el nuevo espacio de la discoteca del barco, llamada "Dazzles Disco".
A pesar de la nueva tendencia renovadora, muchas habitaciones de primera clase se dejaron intactas, pero el "Salon Riviera" y el "Salon Fontainebleau" fueron convertidos en el "Club International" (doble espacio Club-I para los aficionados del Norway), donde cada elemento del decorado original fue quitado. Las columnas cuadradas se hicieron ahora redondas con aluminio vertical con "aluminium fluting", las paredes fueron repintadas en un color crema con baby-blue en los cielorrasos y los nichos de las paredes (lugares para colocar pequeñas estatuas, por ejemplo), y todas las piezas originales de arte y mobiliaro fueron quitadas.

### Motores
El France se construyó con velocidad y el confort como ideas principales y consignas de la CGT, y en él se usaron las más avanzadas tecnologías (de su tiempo) en el sistema de propulsión del barco y en otros sistemas de generación de energía. El costo del combustible se tuvo muy en cuenta a la hora de diseñar.
Sus máquinas eran ocho calderas de alta presión y super calentadoras entregando 65 kg per cc y 500 grados Celsius, con un peso total de 8000 tons. Este conjunto producía 175.000 hp y una velocidad máxima de 35 nudos, con un consumo de combustible de 750 toneladas de aceite en un período de 24 horas; en sus ensayos mostró un consumo de combustible de 900 kg a una velocidad de 31 nudos, una mejora del 50% respecto al Normandie. La maquinaria que hacía girar las cuatro hélices se dividió en dos grupos de proa y popa, al igual que la estación de generación eléctrica.
Cuando el France fue convertido a Norway, la velocidad para el cruce transatlántico no era necesaria, por lo que las calderas y motores delanteros se apagaron y finalmente se desmantelaron. Este movimiento redujo el consumo de combustible a 250 toneladas en un período de 24 horas. Las cuatro calderas y la sala de máquinas restantes se hicieron completamente automatizadas y se operaron desde una estación de control central debajo de las cubiertas o desde el puente. También se instalaron cinco propulsores de proa y popa, que desarrollaron 10,600 hp, para aumentar la maniobrabilidad en los puertos sin la ayuda de remolcadores.